# Адлер, Ричард
Ричард Адлер (англ. Richard Adler; 3 августа 1921, Нью-Йорк — 21 июня 2012) — американский композитор. Сын пианиста Кларенса Адлера.
Адлер родился в Нью-Йорке, сын Эльзы Адриенны (урожденной Ричард) и Кларенса Адлера. Получил домашнее музыкальное образование. В 1943 году окончил Университет Северной Каролины в Чапел-Хилле, и отслужив в морском флоте, Адлер дебютировал в области мюзикла и поп-музыки в 1950 году, сочиняя в содружестве с Джерри Россом — два молодых автора вместе писали как музыку, так и тексты. За пять лет совместной работы Адлер и Росс дважды были удостоены премии Тони, две их песни занимали первую строчку во всеамериканском чарте. Работа дуэта оборвалась в 1955 г. со смертью Росса.
Организовал и спродюсировал празднование сорокапятилетия президента США Джона Кеннеди.
Сочинения Адлера, написанные после смерти соавтора, не были столь успешны; наибольшей популярностью пользовалась его песня «Everybody Loves a Lover» (1958) в исполнении Дорис Дэй. Последней сценической работой Адлера стал мюзикл «Music Is» (1976) по мотивам «Двенадцатой ночи» Шекспира.
В 1984 году он был введен в национальный Зал славы композиторов.